# TV zabavnik (televizijska serija)
TV zabavnik (eng. Crashbox) kanadsko-američka animirana televizijska serija za djecu koja se emitirala na HBO Familyju od 1. veljače 1999. do 1. travnja 2000. Snimanje i produkciju u Kanadi radili su Cuppa Coffee Studios, a u SAD-u Planet Grande Pictures. U Hrvatskoj se trenutno prikazuje na kanalu HBO.

## Igre
- Captain Bones
- Dirty Pictures
- Distraction News
- Ear We Are
- Eddie Bull
- Haunted House Party
- Lens McCracken
- Mug Shots
- Paige and Sage
- Poop or Scoop
- Psycho Math
- Radio Scramble
- Revolting Slob
- Riddlesnake
- Sketch Pad
- Ten Seconds
- Think Tank
- Word Shake

## Vanjske poveznice
- Crashbox and Cuppa Coffee article in TAKE ONE
- TV zabavnik na HBO Go